# マヌエル・ディアス・ベガ
マヌエル・ディアス・ベガ（Manuel Diaz Vega, 1954年9月1日 - ）はスペイン出身の元サッカー審判員である。

## 概要
アストゥリアス州のサラス (アストゥリアス州)出身。1987年にプリメーラ・ディビシオンの審判を務める。1991年にFIFAのライセンスを取得し国際審判員として活動した。母語であるスペイン語の他に、第二言語として英語を使用できる。1994年にFIFA国際審判団に選出され、1994 FIFAワールドカップにおいて1試合で主審を務めた。また、UEFAチャンピオンズリーグ 1995-96では決勝戦の主審を務めたほか、1992年バルセロナオリンピックのサッカー競技やUEFA EURO 1996でも主審を務めている。2011年には、IFFHSが選ぶ4半世紀の審判100人において、第30位に選ばれた。
また、1997年11月16日には、サッカー日本代表が初のFIFAワールドカップ出場を決めた1998 FIFAワールドカップ・アジア予選のアジア第三代表決定戦（ジョホールバルの歓喜）において主審を務めた。

## 担当した主な国際大会

### 1994 FIFAワールドカップ
1994 FIFAワールドカップでは1試合を担当した。
- グループF:  オランダ vs  サウジアラビア

### UEFA EURO 1996
UEFA EURO 1996では開幕戦であるイングランド対スイス戦を担当した。
- グループA： イングランド vs  スイス